# Pedro Mendes
Pedro Miguel da Silva Mendes, född 26 februari 1979 i Guimarães, är en portugisisk före detta fotbollsspelare. Han spelade som mittfältare. Mendes vann Champions League med Porto 2004.

## Klubblagskarriär

### Tidig karriär
Mendes startade sin professionella karriär i Felgueiras, dit han var utlånad ifrån Vitória Guimarães under säsongen 1998/1999. Efter det återvände han till Vitória Guimarães och spelade där fram till 2003 då han blev klar för Porto. I Porto vann han både Champions League, Portugisiska ligan och Supercupen med José Mourinho som tränare. 

### Tottenham Hotspur
8 juli 2004 skrev Mendes på för Tottenham Hotspur som fick betala cirka två miljoner pund till Porto för honom. Han gjorde sin debut i en ligamatch mot Liverpool 14 augusti.  Mendes gjorde sitt första mål för klubben i en vinstmatch mot Everton på nyårsdagen 2005. Han borde ha gjort sitt andra mål redan i nästa match mot Manchester United, då målvakten Roy Carroll tappade in ett långskott från Mendes i eget mål. Den assisterande domaren tyckte dock inte att bollen hade passerat linjen, och därför godkändes inte målet. TV-repriserna visade dock tydligt att bollen var över mållinjen.
Under sin andra säsong i Tottenham fick Mendes inte mycket speltid. Den dåvarande Tottenham-tränaren Martin Jol ville gör sig av med honom och Mendes lämnade klubben i januari 2006.

### Portsmouth

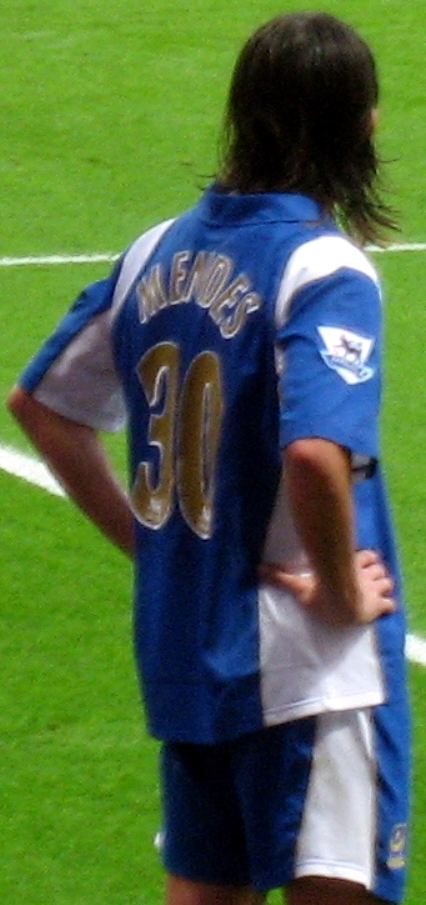
Mendes spelande för Portsmouth.

Mendes kom till Portsmouth 12 januari 2006 i en affär som också inkluderade Sean Davis och Noé Pamarot. Affären kostade Portsmouth 7,5 miljoner pund. Mendes blev en viktig spelare när klubben kämpade för att undvika nedflyttning från Premier League. Han gjorde sin debut mot Everton 14 januari. Mendes blev populär bland klubbens supportrar, bland annat efter att ha gjort två mål i en mycket viktig match mot Manchester City 11 mars 2006. Båda målen var distansskott och Portsmouth vann matchen med 2–1.
Den 23 augusti 2006, i en annan match mot Manchester City, blev Mendes allvarligt skadad. Citys vänsterback Ben Thatcher knockade Mendes med armbågen i en duell och kraften "slungade" Mendes rakt in i en reklamskylt. Han slog i huvudet och blev liggande medvetslös på planen. Sjukvårdspersonalen gav honom syrgas och Mendes blev förd med ambulans till ett sjukhus, där han tillbringade natten. Han fick lämna sjukhuset redan dagen efter men under bevakning av läkare. Thatcher fick bara gult kort för incidenten men fick en varning av FA och blev avstängd av Manchester City. Otroligt nog var Mendes tillbaka i spel för Portsmouth redan två veckor senare.
Säsongen 2007/2008 vann Mendes sin enda medalj under tiden i England. Han var med i det Portsmouth som vann FA Cupen i maj 2008. Laget besegrade Cardiff i finalen med 1–0.

### Rangers
15 augusti 2008 skrev Mendes på ett treårskontrakt med den skotska klubben Rangers som betalade 3 miljoner pund för portugisen. Han debuterade redan dagen efter i en match mot Hearts och blev utsedd till matchens lirare. Sitt första mål för Rangers gjorde han i Old Firm-derbyt mot Celtic den 31 augusti 2008. Han fick också pris som ligans bästa spelare i augusti efter flera imponerande insatser.
Han gjorde det andra målet i matchen mot Dundee United, när Rangers säkrade ligaguldet i maj 2009. Mendes missade dock cupfinalen samma månad på grund av en skada. Säsongen efter spelade han 11 matcher men blev skadad i en Champions League-match mot Unirea Urziceni. Det blev hans sista framträdande för Rangers.

### Sporting Lissabon
I januari 2010 flyttade Mendes hem till Portugal igen och skrev på ett kontrakt med Sporting Lissabon. Han kostade Sporting cirka 1,5 miljoner pund. Han gjorde sitt första mål i en Europa League-match mot Everton FC.

## Internationell karriär

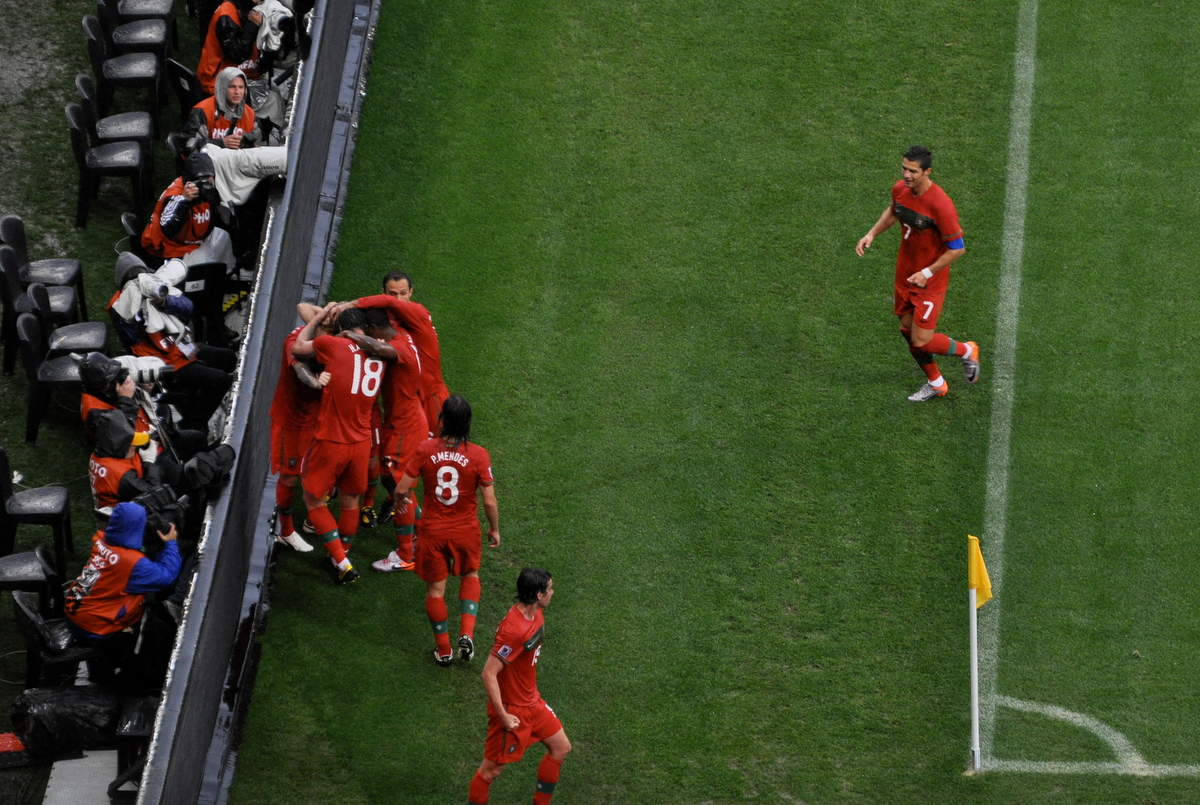
Pedro Mendes (nummer 8) och hans lagkamrater i Portugal firar ett mål mot Nordkorea i VM 2010.

Pedro Mendes gjorde sin landslagsdebut för Portugal den 20 november 2002. Han blev inbytt i den 58:e minuten i en match mot Skottland som Portugal vann med 2–0. Hans andra landskamp kom 12 februari 2003 mot Italien. Sedan dröjde det till augusti 2008 innan Mendes blev uttagen till landslagsspel igen. Han blev uttagen till Portugals trupp i VM 2010, där han spelade i samtliga matcher. Två matcher från start och två som inhoppare.

## Meriter
- Champions League 2003/2004
- Portugisiska ligan 2003/2004
- Portugisiska Supercupen 2004
- FA Cupen 2008
- Scottish Premier League 2008/2009